# Apaustis rupicola
Apaustis rupicola là một loài bướm đêm trong họ Noctuidae.